# Amidar
Amidar és joc d'arcade programat per Konami i publicat en 1981 per Stern. Son format bàsic és similar al de Pac-Man: el jugador es mou al voltant d'unes línies, tractant de visitar cada lloc de la pantalla, evitant al mateix temps als enemics. Quan cadascun s'ha visitat in situ, el jugador passa al següent nivell.
El joc i el nom té les seves arrels en el joc de dibuix japonès Amidakuji. La bonificació en Amida és gairebé una rèplica exacta d'un joc Amidakuji i la forma en què els enemics moure's Amidakuji s'ajustin a les normes.
Actualment es pot jugar al joc a la Game Room de l'Xbox 360.

## Jugabilitat
Amidar és un abstracte joc on els jugadors han de "acolorir" tots els rectangles que apareixen en la pantalla. Cada nivell té un nombre d'enemics patrulladors (o "Amidars") que han de ser evitats. Els jugadors són ajudats en la seva tasca amb la inclusió d'un botó de salt, el qual causa que tots els enemics en la pantalla saltin, donant-li al jugador una oportunitat d'escapar d'una situació incòmoda. No obstant això, només es permeten tres "salts" per nivell.
En cada nivell imparell, el personatge que controla el jugador és un goril·la; en els nivells paris, és una brotxa. Els enemics del joc s'alternen entre soldats i porcs, respectivament.
Acolorint els rectangles de les cantonades li dona al jugador un curt temps on els rols s'inverteixen, podent perseguir als Amidars i guanyar punts extra. Entre nivells, hi ha també una oportunitat de guanyar 5.000 punts. Allí, un porc es mou per la part superior de la pantalla. Pressionant el botó de salt, el porc segueix el rastre a través de les caixes fins a la part inferior. Si el porc aconsegueix els plàtans, el bo és acreditat al jugador.